# Massimiliano Cappioli
Massimiliano Cappioli (Roma, 17 gennaio 1968) è un allenatore di calcio ed ex calciatore italiano, di ruolo centrocampista.

## Biografia
Inizia la sua carriera al Pescatori Ostia e qui effettuerà il suo primo provino per la Roma. Il 18 dicembre 2000 si è sposato con Paola Cardinale, attuale compagna del cantante Biagio Antonacci, a Nepi, in provincia di Viterbo.

## Carriera

### Giocatore

#### Club
Passato dalle giovanili della Roma a quelle del Cagliari, Cappioli ha giocato con i sardi dalla Serie C1 - dove ha vinto una Coppa Italia di Serie C - alla Serie A, allenato da Claudio Ranieri. Con il Cagliari, ha contribuito a conquistare la storica partecipazione in Coppa UEFA, prima di ritornare nel 1993-1994 alla Roma a stagione già in corso, per 5 miliardi di lire. Nel 1994-1995 segna il gol del 2 a 0 nel derby tra Roma e Lazio (conclusosi 3 a 0), sfruttando l'assist di Francesco Moriero e infilando la palla sotto la traversa.
Dopo essere passato nel dicembre 1996 all'Udinese, dove resta un anno, passa al Bologna dove partecipa anche se da comprimario alla stagione rossoblù. L'anno successivo comincia un lungo girovagare che lo porterà nel 2000 al Palermo. Cappioli disputa con i rosanero due stagioni da capitano: nella prima, vince il campionato di Serie C1 con 33 presenze e 14 gol, quindi nella stagione successiva disputa 24 partite nel campionato di Serie B con due reti all'attivo. Si trasferisce quindi al Taranto e, dopo aver raggiunto con i rossoblu la salvezza, a fine stagione lascia il calcio professionistico. Poi disputa un campionato dilettantistico nel Lazio.
Il 6 novembre 2008 diventa allenatore della squadra in cui gioca assieme a Marco Delvecchio ovvero il Pescatori Ostia.

#### Nazionale
Nel 1994 indossa per una partita la maglia azzurra, con una presenza in amichevole contro la Francia: entra al 64' con l'Italia che perde per 1-0.

## Statistiche

### Cronologia presenze e reti in nazionale
| Cronologia completa delle presenze e delle reti in nazionale ― Italia | Cronologia completa delle presenze e delle reti in nazionale ― Italia | Cronologia completa delle presenze e delle reti in nazionale ― Italia | Cronologia completa delle presenze e delle reti in nazionale ― Italia | Cronologia completa delle presenze e delle reti in nazionale ― Italia | Cronologia completa delle presenze e delle reti in nazionale ― Italia | Cronologia completa delle presenze e delle reti in nazionale ― Italia | Cronologia completa delle presenze e delle reti in nazionale ― Italia |
| Data                                                                  | Città                                                                 | In casa                                                               | Risultato                                                             | Ospiti                                                                | Competizione                                                          | Reti                                                                  | Note                                                                  |
| --------------------------------------------------------------------- | --------------------------------------------------------------------- | --------------------------------------------------------------------- | --------------------------------------------------------------------- | --------------------------------------------------------------------- | --------------------------------------------------------------------- | --------------------------------------------------------------------- | --------------------------------------------------------------------- |
| 16-2-1994                                                             | Napoli                                                                | Italia                                                                | 0 – 1                                                                 | Francia                                                               | Amichevole                                                            | -                                                                     | 65’                                                                   |
| Totale                                                                |                                                                       | Presenze                                                              | 1                                                                     |                                                                       | Reti                                                                  | 0                                                                     |                                                                       |

## Palmarès

### Giocatore

#### Club

##### Competizioni nazionali
- Campionato italiano Serie C1: 2

Cagliari: 1988-1989 (girone B)
Palermo: 2000-2001 (girone B)
- Coppa Italia Serie C: 1

Cagliari: 1988-1989

##### Competizioni internazionali
- Coppa Intertoto UEFA: 1

Bologna: 1998